# Chokei
Chōkei, född 1343, död 1394, var regerande kejsare av Japan mellan 1368 och 1383.